# Back to Mine: Liam Prodigy
Back to Mine: Liam Prodigy – dwudziesta trzecia część serii mix-albumów Back to Mine skompilowana przez założyciela brytyjskiej grupy The Prodigy, Liama Howletta, wydana 30 stycznia 2006 roku. Na krążku znajdują się ulubione utwory artysty.

## Lista utworów
1. The Prodigy - Wake The Fuck Up 3:09
2. Queens of the Stone Age - Feel Good Hit Of The Summer 2:44
3. Public Enemy - Welcome To The Terrordome 5:22
4. The Third Bardo - I'm Five Years Ahead Of My Time 2:13
5. Vatican DC - Smiling Dogs 2:45
6. Dolly Parton - Jolene 2:37
7. Public Image Ltd - Rise 6:04
8. Max Romeo - I Chase The Devil 3:21
9. Meat Beat Manifesto - Radio Babylon 4:11
10. Wood Allen - Airport 89 3:19
11. Method Man - Release Yourself (The Prodigy remix) 4:36
12. N.O.R.E. - Nothing 4:17
13. The Specials - A Message To You Rudy 2:50
14. The Stranglers - Peaches 4:03
15. The Jam - In The City 2:16
16. Electric Light Orchestra - Living Thing 3:32